# Neohedobia
Neohedobia is een monotypisch geslacht van kevers uit de familie van de klopkevers (Anobiidae).

## Soort
- Neohedobia texama Fisher, 1919